# Angles-sur-l'Anglin
Angles-sur-l'Anglin é uma comuna francesa na região administrativa da Nova Aquitânia, no departamento de Vienne. Estende-se por uma área de 14,75 km². Em 2010 a comuna tinha 367 habitantes (densidade: 24,9 hab./km²).
Pertence à rede das As mais belas aldeias de França.